# いすゞ・エルフィン
エルフィン(Elfin)は、日本の自動車メーカー・いすゞ自動車が1961年（昭和36年）から1966年（昭和41年）頃まで製造・販売した1.75 - 2トン積みのボンネット型小型トラックとライトバンである。エルフィンとは英語で「悪戯な小妖精」を意味し、一足先の1959年（昭和34年）8月にデビューしていた、ほぼ同じ語源のキャブオーバートラック・いすゞ・エルフの姉妹車であった。

## 概要
エルフは2トンクラスのトラックにキャブオーバーレイアウトと経済的なディーゼルエンジンを持ち込み、一クラス下のトヨタ・トヨエースと共にオート三輪を駆逐して1960年代の小型トラックの代名詞的存在になって行くが、中小企業主などが休日にマイカー代わりにトラックを利用することが多かった当時、ボンネット版を持たないことは競争上やはり不利であった。
そこで、ライバルの日産・ジュニア、トヨタ・スタウト、プリンス・マイラーに対抗すべく、1961年（昭和36年）1月に登場したのがTK型小型トラックことエルフィンであり、丸形2灯式のヘッドランプとフラットなボンネットを持つシンプルで均整の取れたスタイルを持っていた。エルフ同様、ヒルマンミンクスベースの1,500 ccガソリンエンジンと、エルフ、ベレルと共通の2,000 ccディーゼルエンジンが選択できた。ダブルキャブ等の派生ボディも注文可能であった。ボディはピックアップトラックの他にライトバンも設定されていた。
ディーゼルの経済性を主な武器に販売され、タイなどへの輸出も盛んに行われたが、積載効率の高いキャブオーバー形がこのクラスの大半を占めるようになり、比較的短期間で生産が終了した。現存台数はあったとしても極めて少ないと思われ、車名自体がほとんど忘れ去られている状況である。

## その他
1960年代後半の人気テレビドラマである「ザ・ガードマン」（TBS系）に、エルフィンをベースにした現金輸送車がレギュラーの劇用車として登場した。4灯式ヘッドランプの後期型をベースに、ウォークスルータイプのハイルーフバンボデーを架装したもので、ボンネットの長さはオリジナルのエルフィンより短く、後年の市販車・エルフハイルーフを髣髴とさせる車両であった。劇用のギミックとしてフロントウインドシールド内側にせり上がり式の防弾板を装備するなどしていたが、当時の現実の現金輸送車が貧弱であったことを考えると（たとえば有名な三億円事件の現金輸送車はノーマルのセドリックであった）、フィクションが現実に先行した例といえた。